# Theophanes de Griek
Theophanes de Griek (Russisch: Феофан Грек, Grieks: Θεοφάνης) (tussen 1330 en 1340 - tussen 1405 en 1415), ook wel Feofan Grek genoemd, was een van de grootste Russische iconenschilders - vermoedelijk van Griekse komaf. Hij kwam via Constantinopel en de Krim naar Novgorod waar hij vanaf 1378 werkzaam was, en ging na 1395 naar Moskou, waar hij leermeester van Andrej Roebljov was. Van zijn grote cyclussen blijven  alleen delen van muurschilderingen in de Verlosserkerk in Veliki Novgorod en de Deësis-rij van de iconostase in de Maria Boodschap-kathedraal in Moskou bewaard. Voorts zijn iconen en handschriftilluminaties van hem bekend. De byzantiniserende richting, karakteristiek voor de schilderkunst in Moskou rond 1400, is door zijn toedoen ontstaan en wordt gekenmerkt door een fijn, lineair ritme, slanke figuren en heldere, sterk gevarieerde kleuren.

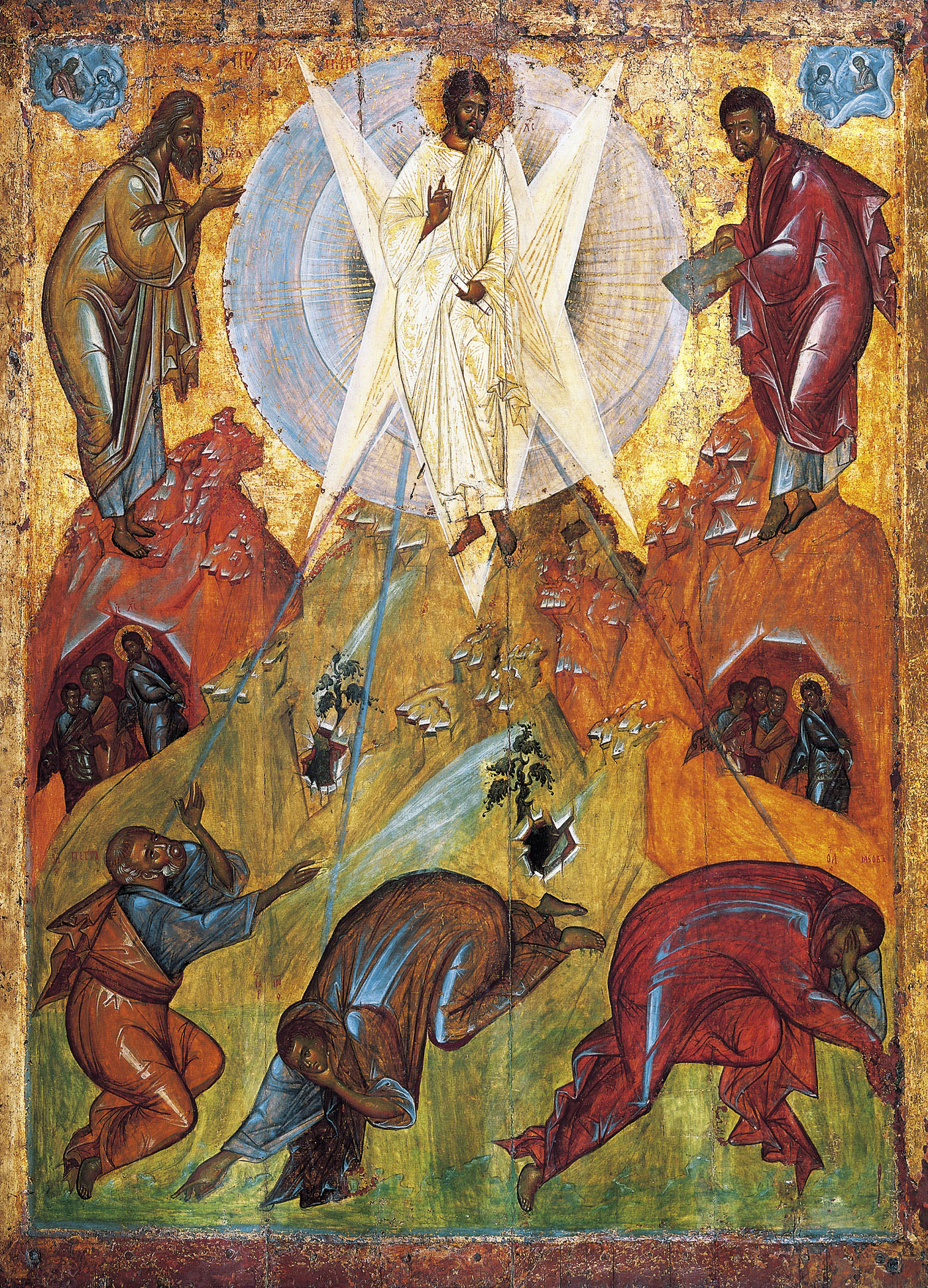
Gedaanteverandering van Jezus (1408)

- Biblioteca Nacional de España: XX1339397
- Gemeinsame Normdatei: 118686682
- International Standard Name Identifier: 0000 0001 1809 6870
- Library of Congress Control Number: n82276348
- Nationale Bibliotheek van Tsjechië: xx0123579
- Nationale Bibliotheek van Israël: 987007327266005171
- Nationale Bibliotheek van Polen: a0000002143148
- Nederlandse Thesaurus van Auteursnamen: 119816695
- LIBRIS: 96543
- Système universitaire de documentation: 13148351X
- Union List of Artist Names: 500006361
- Virtual International Authority File: 8751048